# Pan cateto

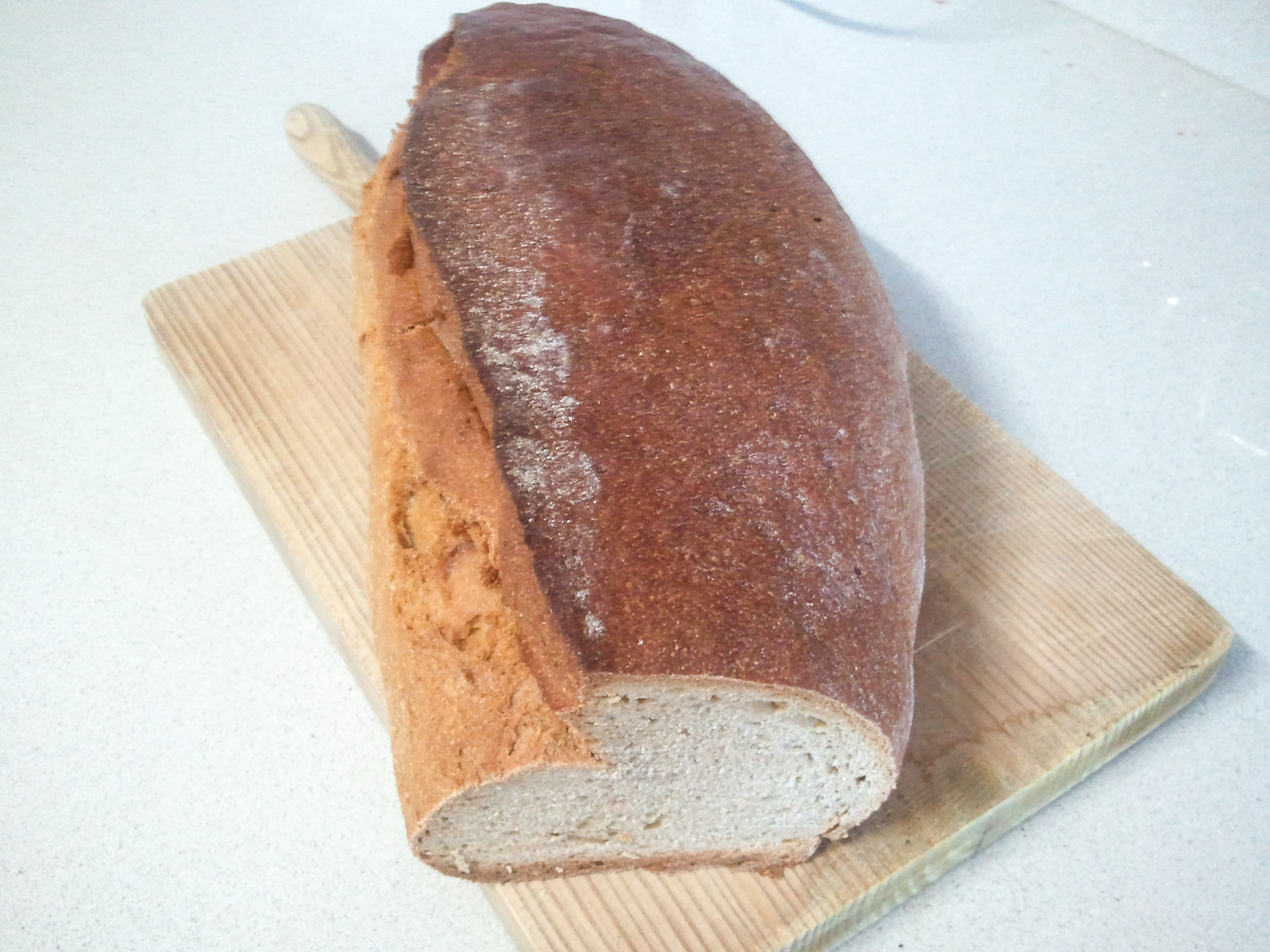
Telera de pan cateto de Alcalá de los Gazules, provincia de Cádiz

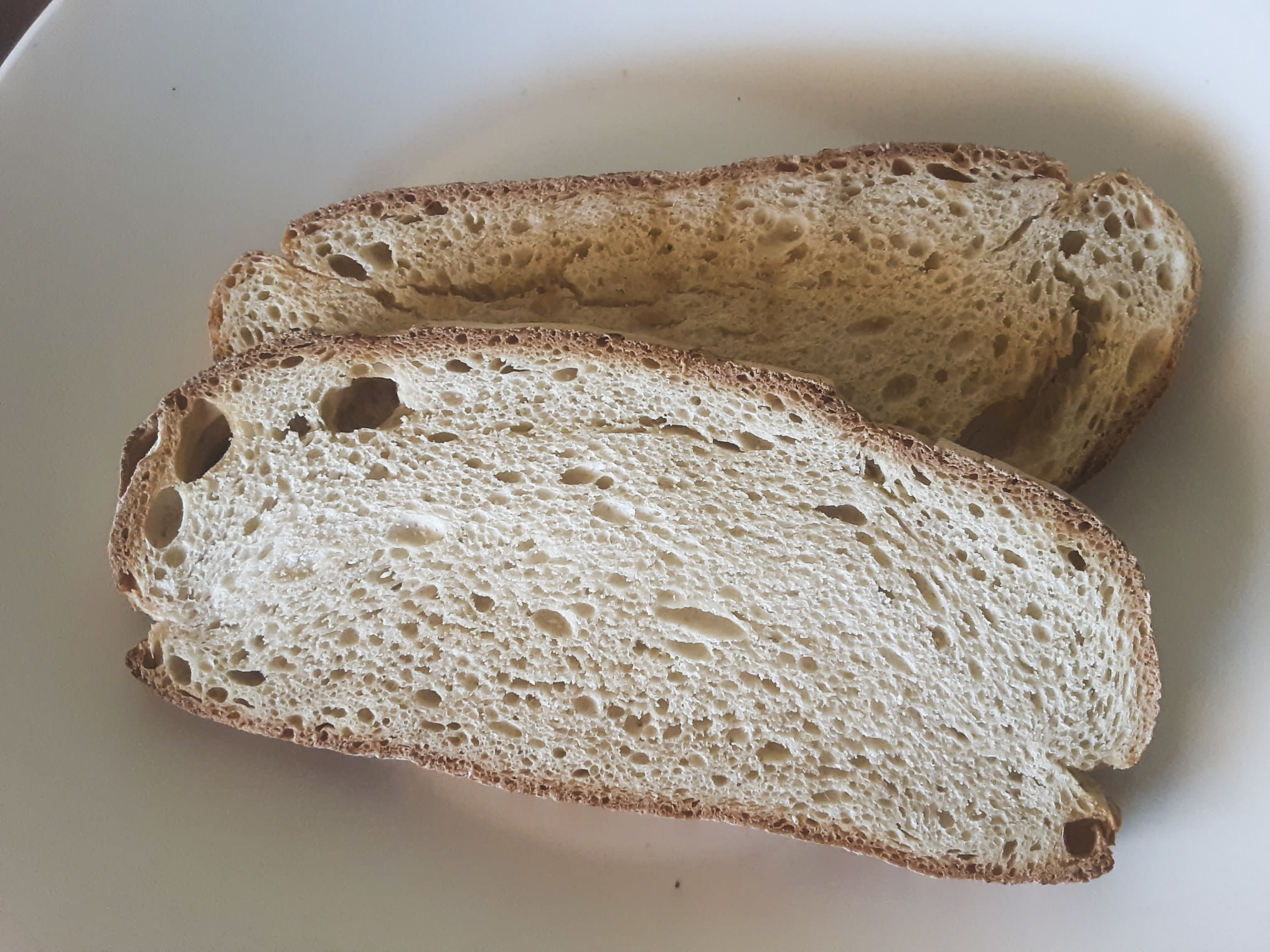
Rebanadas de pan cateto.

El pan cateto es una variedad de pan típica de Andalucía, España hecho enteramente con harina de trigo duro (Triticum durum), llamada localmente «harina recia», lo que le proporciona un característico olor y sabor intensos, y una miga muy compacta. Al igual que el pan candeal, el pan cateto tiene un nivel de hidratación muy bajo. Esta cualidad lo convierte en un pan duradero. 
Es una hogaza con forma redonda y grande, aunque el tamaño puede variar según el lugar. Su corteza es fina, homogénea y muy tostada, y su miga es prieta y poco alveolada. No requiere demasiado amasado, pero sí se refina con estiramientos de rodillo y sucesivos plegados. Solo precisa de un levado. Dependiendo de la receta, se greña con diferentes motivos, o bien directamente no requiere greñado. Antiguamente era llamado pan moreno, debido al color canela oscuro y mate que tiene. Desde 2022 se celebra en Corumbela el Día del Pan Cateto.

## Origen
Se cree que el pan cateto es uno de los panes más arcaicos de Andalucía. El autor y panadero Ibán Yarza señala la similitud de este pan con los panes romanos (como el arquetípico pan de Pompeya). El trigo duro es típico de la mitad sur de la península ibérica así como lo es de la mitad sur de la península itálica, a diferencia de los trigos blandos que imperan en el norte de España e Italia.
«Cateto» como sinónimo de lugareño o paleto se cree que etimológicamente proviene del francés cadet, un hidalgo joven de la nobleza rural que a veces se identificaba como «pueblerino» en la Edad Media y Renacimiento. Posiblemente el nombre hace honor a su carácter rural. Hasta la mecanización de la panadería (ocurrida en España entre 1970-1990), el pan cateto fue el típico «pan de pueblo» del sur andaluz, el cual llevaban los campesinos para alimentarse durante la jornada de labranza.
Este pan tiene su origen en la zona de Álora, Pizarra, Cártama, Coín, Abdalajís y otras villas del Valle del Guadalhorce. El trigo duro es un cultivo de secano que soporta bien el clima cálido del sur peninsular. Por ello en las regiones del norte no es común encontrar pan cateto. Es una peculiaridad de la tradición panadera de Andalucía: en esta región conviven panes de miga ligera y refinada como el mollete de Antequera con panes arcaicos elaborados con trigo duro local, como el pan cateto.

## Variantes
El pan cateto estilo malagueño tiene una característica forma, que consiste en una especie de «cintura» que tiene el pan, es decir, una parte más estrecha en el medio. Esto es porque la masa se divide en dos bolas y se aplasta una sobre la otra, de manera que el pan resultante presenta dos pisos.
Tiene renombre el pan cateto de Casares, que en la actualidad es elaborado y distribuido principalmente por la Panificadora de Casares.
En Italia, un pan muy parecido es el pane di guerra.

## Uso culinario
En los Montes de Málaga, el pan cateto es el acompañamiento tradicional de los huevos a lo bestia (o «huevos de los montes»). Las rebanás de pan cateto con aceite de oliva son protagonistas del desayuno molinero en Villanueva de Algaidas y otros pueblos de la provincia de Málaga. 
Una vez duro, el pan tiene varios usos culinarios, como las migas. Por el tipo de miga tan densa que tiene, el pan cateto es ideal para preparar el tradicional salmorejo cordobés. Asimismo se usa para la porra fría, típica de la comarca de Antequera. Otra sopa llamada sopa hervía, la cual es típica de la cocina gaditana, también usa miga de pan cateto.